# Convento de San Agustín (Albacete)
El convento de San Agustín fue un convento de frailes agustinos fundado en el siglo XVI en la ciudad española de Albacete.

## Historia
Los frailes agustinos se establecieron en Albacete en 1576 tras un pleito con los franciscanos observantes, que no querían la llegada de nuevos religiosos a la ciudad al considerar que ya había demasiados. La nueva iglesia, ubicada en la plaza del Altozano, fue bendecida en 1579.
El convento se cerró en 1834, cuando se convirtió en la sede de la Real Audiencia de Albacete creada por la reina María Cristina. En 1853 la iglesia fue destruida.

## Características
El templo albergaba numerosas devociones tales como la Purificación de la Virgen María, la Capilla de la Trinidad, San Nicolás de Tolentino, Santo Tomás de Villanueva, San Blas, Santa Rita, la Sagrada Familia, el Dulce Nombre de Jesús y la Capilla del Niño, Nuestra Señora de Gracia, el Santísimo Cristo de la Misericordia, la Virgen de los Dolores y el Cristo de las Penas o la Virgen de la Correa.